# Resolutie 1823 Veiligheidsraad Verenigde Naties
Resolutie 1823 van de Veiligheidsraad van de Verenigde Naties werd unaniem door de VN-Veiligheidsraad aangenomen op 10 juli 2008. De Veiligheidsraad besliste het wapenembargo tegen Rwanda te beëindigen.

## Achtergrond
Toen Rwanda een Belgische kolonie was, werd de Tutsi-minderheid in het land verheven tot een elitie die de grote Hutu-minderheid wreed onderdrukte. Na de onafhankelijkheid werden de Tutsi verdreven en namen de Hutu de macht over. Het conflict bleef aanslepen, en in 1990 vielen Tutsi-milities verenigd als het FPR Rwanda binnen. Met westerse steun werden zij echter verdreven.
In Rwanda zelf werd de Hutu-bevolking opgehitst tegen de Tutsi. Dat leidde begin 1994 tot de Rwandese genocide. De UNAMIR-vredesmacht van de Verenigde Naties kon vanwege een te krap mandaat niet ingrijpen. Later dat jaar werd het Rwandatribunaal opgericht om de daders te vervolgen.

## Inhoud
Alle landen in de regio rond Rwanda moesten zorgen dat wapens die aan hen werden geleverd niet werden doorgesluisd naar de illegale gewapende groepen in de regio. Ook moesten ze blijven samenwerken aan de vrede in de regio.
De Veiligheidsraad besliste de verboden die door de paragrafen °9 (wapenembargo tegen iedereen uitgezonderd de overheid in Rwanda) en °10 (verbood dat wapens van de Rwandese overheid werden doorverkocht aan buurlanden of personen) van resolutie 1011 uit 1995 waren opgelegd te beëindigen.
Verder werd ook het comité dat met resolutie 918 uit 1994 werd opgericht om toe te zien op het wapenembargo beëindigd.

## Verwante resoluties
- Resolutie 1749 Veiligheidsraad Verenigde Naties (2007)
- Resolutie 1774 Veiligheidsraad Verenigde Naties (2007)
- Resolutie 1824 Veiligheidsraad Verenigde Naties
- Resolutie 1855 Veiligheidsraad Verenigde Naties

Lijst ·  1795 ·  1796 ·  1797 ·  1798 ·  1799 ·  1800 ·  1801 ·  1802 ·  1803 ·  1804 ·  1805 ·  1806 ·  1807 ·  1808 ·  1809 ·  1810 ·  1811 ·  1812 ·  1813 ·  1814 ·  1815 ·  1816 ·  1817 ·  1818 ·  1819 ·  1820 ·  1821 ·  1822 ·  1823 ·  1824 ·  1825 ·  1826 ·  1827 ·  1828 ·  1829 ·  1830 ·  1831 ·  1832 ·  1833 ·  1834 ·  1835 ·  1836 ·  1837 ·  1838 ·  1839 ·  1840 ·  1841 ·  1842 ·  1843 ·  1844 ·  1845 ·  1846 ·  1847 ·  1848 ·  1849 ·  1850 ·  1851 ·  1852 ·  1853 ·  1854 ·  1855 ·  1856 ·  1857 ·  1858 ·  1859